# Nordeste (freguesia)
Nordeste é uma vila portuguesa do município de Nordeste, na ilha de São Miguel, Região Autónoma dos Açores, com 21,03 km² de área e 1160 habitantes (censo de 2021). A sua densidade populacional é 55,2 hab./km².
A nível de administração (Junta de Freguesia), a Vila de Nordeste também engloba a pequena localidade de Lomba da Pedreira.
Com lugares desta freguesia foi criada pela Lei nº 1.743, de 13/02/1925, a freguesia de Lomba da Fazenda.

## História
O povoamento da Vila de Nordeste, antigamente denominada de Salvador de Afonso, deu-se durante a época dos Descobrimentos, no século XV. De acordo com uma carta de D. Manuel I foram mandados mais povoadores para a região. Foi elevada à categoria de vila a 18 de julho de 1514, quando era apenas um simples lugar do concelho de Vila Franca do Campo.

## Edifícios
A Ermida de Nossa Senhora do Rosário foi fundada em 1529 e reconstruída em 1848. A Ermida de São Sebastião onde esteve a igreja e o convento franciscanos, está em ruínas, assim como a Ermida de Nossa Senhora da Mãe de Deus. Ainda há a Ermida de Nossa Senhora da Nazaré.
Actualmente destaca-se a Igreja Matriz de São Jorge, a Ponte dos Sete Arcos e o edifício da Câmara Municipal do Nordeste.

## Atividades económicas
As atividades económicas mais abundantes são a agro-pecuária, o comércio, os serviços e a indústria. A criação de gado bovino traz consigo a produção de manteiga. O artesanato tem muita importância nesta vila e é representado pela Casa do Trabalho de Nordeste onde se tecem colchas e mantas a linho, em teares manuais.

## Demografia
A população registada nos censos foi:
| Distribuição da População por Grupos Etários | Distribuição da População por Grupos Etários | Distribuição da População por Grupos Etários | Distribuição da População por Grupos Etários | Distribuição da População por Grupos Etários |
| -------------------------------------------- | -------------------------------------------- | -------------------------------------------- | -------------------------------------------- | -------------------------------------------- |
| Ano                                          | 0-14 Anos                                    | 15-24 Anos                                   | 25-64 Anos                                   | > 65 Anos                                    |
| 2001                                         | 263                                          | 194                                          | 694                                          | 232                                          |
| 2011                                         | 230                                          | 154                                          | 725                                          | 232                                          |
| 2021                                         | 136                                          | 129                                          | 605                                          | 290                                          |